# ألكسيس لويد
ألكسيس لويد (بالفرنسية: Alexis Lloyd)‏ هو كاتب سيناريو ومخرج فرنسي، ولد في 1961.

## وصلات خارجية
- ألكسيس لويد على موقع IMDb (الإنجليزية)
- ألكسيس لويد على موقع ألو سيني (الفرنسية)
- ألكسيس لويد على موقع أول موفي (الإنجليزية)
- ألكسيس لويد على موقع قاعدة بيانات الأفلام السويدية (السويدية)
- ألكسيس لويد على موقع قاعدة بيانات الفيلم (الإنجليزية)
- ألكسيس لويد على موقع كينوبويسك (الروسية)